# Плейделл-Бувери, Джейкоб, 4-й граф Рэднор
Джейкоб Плейделл-Бувери, 4-й граф Рэднор (англ. Jacob Pleydell-Bouverie, 4th Earl of Radnor; 18 сентября 1815 — 11 марта 1889) — британский дворянин и офицер. Он носил титул учтивости — виконт Фолкстон с 1828 по 1869 год.

## Происхождение и образование
Родился 18 сентября 1815 года. Старший сын Уильяма Плейделл-Бувери, 3-го графа Рэднора (1779—1869), и Джудит Энн Сент-Джон-Милдмей (1790—1851). Он получил образование в школе Харроу и Крайст-Черч в Оксфорде.

## Биография
В октябре 1837 года виконт Фолкстон был назначен корнетом Королевского Уилтширского йоменского полка. Он был лейтенантом этого же полка с 1840 по 1847 год.
Лорд Фолкстон был верховным шерифом Уилтшира в 1846 году и был назначен заместителем лейтенанта Беркшира в мае 1855 года. Он сменил своего отца на посту графа Рэднора в 1869 году и был назначен лордом-лейтенантом Уилтшира в 1878 году.
Граф Рэднор занимал пост управляющего Французской больницей, находившейся в то время в Лондоне. Последующие графы Рэднор были управляющими больницы с восемнадцатого века по 2015 год.

## Семья
3 октября 1840 года лорд Рэднор женился на леди Мэри Огасте Фредерике Гримстон (29 июля 1820 — 5 апреля 1879), дочери Джеймса Гримстона, 1-го графа Верулама (1775—1845), и леди Шарлотте Дженкинсон (? — 1863). У супругов было двенадцать детей:
- Уильям Плейделл-Бувери, 5-й граф Рэднор (19 июня 1841 — 3 июня 1900), старший сын и преемник отца.
- Достопочтенный Данкомб Плейделл-Бувери (10 октября 1842 — 25 января 1909), в 1883 году женился на Мэри Элеоноре Халс, дочери сэра Эдварда Халса, 5-го баронета.
- Преподобный Достопочтенный Бертран Плейделл-Бувери (23 апреля 1845 — 7 ноября 1926), в 1870 году женился на леди Констанс Джейн Нельсон, дочери Горацио Нельсона, 3-го графа Нельсона[англ.].
- Подполковник Достопочтенный Джон Плейделл-Бувери (18 июля 1846 — 28 марта 1925), в 1882 году женился на Грейс Малаби, дочери генерал-лейтенанта Роберта Малаби.
- Леди Энн Плейделл-Бувери (ок. 1847 — 18 сентября 1915), в 1867 году вышла замуж за Арчибальда Александра Спирса[англ.].
- Достопочтенный Марк Плейделл-Бувери (27 сентября 1851 — 17 февраля 1895)
- Достопочтенный Кенелм Плейделл-Бувери (29 марта 1852 — 11 июля 1921), в 1905 году женился на Эвелин Мейтленд-Макгилл-Крайтон.
- Леди Маргарет Плейделл-Бувери (ок. 1853 — 5 января 1924), в 1873 году вышла замуж за Дэвида Мейтленда-Макгилл-Крайтона.
- Леди Эдит Плейделл-Бувери (ок. 1855 — 28 декабря 1922), в 1876 году вышла замуж за Чарльза Коутса, сына преподобного Чарльза Грея Коутса (внука по материнской линии Джорджа Грея, 5-го графа Стэмфорда[англ.], и Фанни Генриетты Пигот (дочери сэра Джорджа Пигота, 3-го баронета[англ.]).
- Достопочтенный Кристофер Плейделл-Бувери (30 декабря 1856 — 22 марта 1892)
- Достопочтенный Фрэнк Плейделл-Бувери (19 апреля 1858 — 15 июля 1909)
- Леди Гертруда Плейделл-Бувери (19 апреля 1858 — 11 января 1940), в 1896 году вышла замуж за Артура Монктона.